# Towards the Sinister
Towards the Sinister – pierwsze i jedyne demo brytyjskiego zespołu My Dying Bride wydane w 1990 roku. Wydawnictwo zostało zarejestrowane i zmiksowane w Revolver Studios 24 i 25 listopada 1990 roku we współpracy z producentem Timem Walkerem. 
Cała zawartość dema została powtórnie wydana: "Symphonaire Infernus et Spera Empyrium" oraz "The Grief of Age" znalazły się na kompilacji Meisterwerk 1 (2000) natomiast "Vast Choirs" i "Catching Feathers" na Meisterwerk 2 (2001) oraz na reedycji kompilacji Trinity z 2004 roku. Ponadto utwór "Symphonaire Infernus et Spera Empyrium" został ponownie nagrany i wydany na minialbumie o tym samym tytule, a "Vast Choirs" w nowej wersji znalazł się na albumie As the Flower Withers (1991).

## Lista utworów
| Nr | Tytuł utworu                             | Długość |
| -- | ---------------------------------------- | ------- |
| 1. | „Symphonaire Infernus et Spera Empyrium” | 8:33    |
| 2. | „Vast Choirs”                            | 7:20    |
| 3. | „The Grief of Age”                       | 4:00    |
| 4. | „Catching Feathers”                      | 3:34    |
|    |                                          | 23:27   |

## Twórcy
- Aaron Stainthorpe – śpiew
- Andrew Craighan – gitara, instrumenty klawiszowe
- Calvin Robertshaw – gitara
- Rick Miah – perkusja
- Tim Walker – produkcja